# Pentameris
Genre

Pentameris  est un genre de plantes monocotylédones de la famille des Poaceae, sous-famille des Pooideae, originaire principalement d'Afrique, qui comprend une dizaine d'espèces.
Le nombre d'espèce rattachées au genre Pentameris est toutefois variable selon la délimitation du genre, car celui-ci forme un groupe paraphylétique avec les genres voisins Pentaschistis et Prionanthium.

## Liste d'espèces
Selon Catalogue of Life (10 octobre 2017) :
- Pentameris acinosa (Stapf) Galley & H.P.Linder
- Pentameris airoides (Nees) Steud.
- Pentameris alticola (H.P.Linder) Galley & H.P.Linder
- Pentameris ampla (Nees) Galley & H.P.Linder
- Pentameris andringitrensis (A.Camus) Galley & H.P.Linder
- Pentameris argentea (Stapf) Galley & H.P.Linder
- Pentameris aristidoides (Thunb.) Galley & H.P.Linder
- Pentameris aristifolia (Schweick.) Galley & H.P.Linder
- Pentameris aspera (Thunb.) Galley & H.P.Linder
- Pentameris aurea (Steud.) Galley & H.P.Linder
- Pentameris barbata (Nees) Steud.
- Pentameris basutorum (Stapf) Galley & H.P.Linder
- Pentameris borussica (K.Schum.) Galley & H.P.Linder
- Pentameris calcicola (H.P.Linder) Galley & H.P.Linder
- Pentameris capensis (Nees) Galley & H.P.Linder
- Pentameris capillaris (Thunb.) Galley & H.P.Linder
- Pentameris caulescens (H.P.Linder) Galley & H.P.Linder
- Pentameris chippindalliae (H.P.Linder) Galley & H.P.Linder
- Pentameris chrysurus (K.Schum.) Galley & H.P.Linder
- Pentameris cirrhulosa (Nees) Steud.
- Pentameris clavata (Galley) Galley & H.P.Linder
- Pentameris colorata (Steud.) Galley & H.P.Linder
- Pentameris curvifolia (Schrad.) Nees
- Pentameris densifolia (Nees) Steud.
- Pentameris dentata (L.f.) Galley & H.P.Linder
- Pentameris dolichochaeta (S.M.Phillips) Galley & H.P.Linder
- Pentameris dregeana Stapf
- Pentameris ecklonii (Nees) Galley & H.P.Linder
- Pentameris elegans (Nees) Steud.
- Pentameris ellisii H.P.Linder
- Pentameris eriostoma (Nees) Steud.
- Pentameris exserta (H.P.Linder) Galley & H.P.Linder
- Pentameris galpinii (Stapf) Galley & H.P.Linder
- Pentameris glacialis N.P.Barker
- Pentameris glandulosa (Schrad.) Nees
- Pentameris heptamera (Nees) Steud.
- Pentameris hirtiglumis N.P.Barker
- Pentameris holciformis (Nees) Galley & H.P.Linder
- Pentameris horrida (Galley) Galley & H.P.Linder
- Pentameris humbertii (A.Camus) Galley & H.P.Linder
- Pentameris insularis (Hemsl.) Galley & H.P.Linder
- Pentameris lima (Nees) Steud.
- Pentameris longiglumis (Nees) Steud.
- Pentameris longipes (Stapf) Galley & H.P.Linder
- Pentameris macrocalycina (Steud.) Schweick.
- Pentameris malouinensis (Steud.) Galley & H.P.Linder
- Pentameris microphylla (Nees) Galley & H.P.Linder
- Pentameris minor (F.Ballard & C.E.Hubb.) Galley & H.P.Linder
- Pentameris montana (H.P.Linder) Galley & H.P.Linder
- Pentameris natalensis (Stapf) Galley & H.P.Linder
- Pentameris oreodoxa (Schweick.) Galley & H.P.Linder
- Pentameris oreophila N.P.Barker
- Pentameris pallescens (Schrad.) Nees
- Pentameris pallida (Thunb.) Galley & H.P.Linder
- Pentameris patula (Nees) Steud.
- Pentameris pholiuroides (Stapf) Galley & H.P.Linder
- Pentameris pictigluma (Steud.) Galley & H.P.Linder
- Pentameris praecox (H.P.Linder) Galley & H.P.Linder
- Pentameris pseudopallescens (H.P.Linder) Galley & H.P.Linder
- Pentameris pungens (H.P.Linder) Galley & H.P.Linder
- Pentameris pusilla (Nees) Galley & H.P.Linder
- Pentameris pyrophila (H.P.Linder) Galley & H.P.Linder
- Pentameris reflexa (H.P.Linder) Galley & H.P.Linder
- Pentameris rigidissima (Pilg. ex H.P.Linder) Galley & H.P.Linder
- Pentameris rosea (H.P.Linder) Galley & H.P.Linder
- Pentameris rupestris (Nees) Steud.
- Pentameris scabra (Nees) Steud.
- Pentameris scandens (H.P.Linder) Galley & H.P.Linder
- Pentameris setifolia (Thunb.) Galley & H.P.Linder
- Pentameris swartbergensis N.P.Barker
- Pentameris thuarii P.Beauv.
- Pentameris tomentella (Stapf) Galley & H.P.Linder
- Pentameris tortuosa (Trin.) Nees
- Pentameris trifida (Galley) Galley & H.P.Linder
- Pentameris triseta (Thunb.) Galley & H.P.Linder
- Pentameris trisetoides (Hochst. ex Steud.) Galley & H.P.Linder
- Pentameris tysonii (Stapf) Galley & H.P.Linder
- Pentameris uniflora N.P.Barker
- Pentameris velutina (H.P.Linder) Galley & H.P.Linder
- Pentameris veneta (H.P.Linder) Galley & H.P.Linder
- Pentameris viscidula (Nees) Steud.

Selon The Plant List (10 octobre 2017) :
- Pentameris dregeana Stapf
- Pentameris glacialis N.P.Barker
- Pentameris hirtiglumis N.P.Barker
- Pentameris longiglumis (Nees) Steud.
- Pentameris macrocalycina (Steud.) Schweick.
- Pentameris obtusifolia (Hochst.) Schweick.
- Pentameris oreophila N.P.Barker
- Pentameris swartbergensis N.P.Barker
- Pentameris thuarii P.Beauv.
- Pentameris uniflora N.P.Barker